# 里茲德維亞內 (特諾皮爾州)
49°19′20″N 25°36′43″E / 49.32222°N 25.61194°E
里茲德維亞內（羅馬化：Rizdviany）是烏克蘭的村落，位於該國西部捷爾諾波爾州，由捷尔诺波尔区負責管轄，始建於1564年，面積2.24平方公里，海拔高度350米，人口500，人口密度每平方公里276.3人。